# Оскар фон Гогенгаузен
Барон Оскар фон Гогенгаузен унд Гохгаус (нім. Oskar Freiherr von Hohenhausen und Hochhaus; 15 лютого 1905, Мюнхен — 26 лютого 1970, Мюнхен) — німецький офіцер, оберстлейтенант вермахту і бундесверу. Кавалер Лицарського хреста Залізного хреста.

## Біографія
Син барона Максиміліана Леонарда Сильвіуса Зігмунда Йозефа фон Гогенгаузена унд Гохгауса  та його дружини Марії, уродженої баронеси фон Фройденберг.
Учасник Другої світової війни, в 1945 році призначений командиром 9-го панцергренадерського полку 26-ї танкової дивізії. В 1956 — 1962 роках служив у бундесвері.

## Звання
- Лейтенант (20 грудня 1927)
- Обер-лейтенант (1 лютого 1931)
- Гауптман (1 липня 1935)
- Майор (1 листопада 1940)
- Оберст-лейтенант (1 грудня 1942)

## Нагороди
- Медаль «За вислугу років у Вермахті» 4-го і 3-го класу (12 років) (1 квітня 1936) — отримав 2 медалі одночасно.
- Медаль «За Атлантичний вал» (20 березня 1940)
- Залізний хрест
  - 2-го класу (15 червня 1940)
  - 1-го класу (18 червня 1940)
- Почесна застібка на орденську стрічку для Сухопутних військ (20 вересня 1941) — одержав нагороду 5 червня 1944 року.
- Нагрудний знак «За поранення»
  - в чорному (25 вересня 1941)
  - в сріблі (16 квітня 1943)
  - в золоті (5 червня 1943)
- Нагрудний знак «За участь у загальних штурмових атаках» 1-го ступеня (30 вересня 1941)
- Медаль «Хрестовий похід проти комунізму» (Румунія) (9 червня 1942)
- Орден Зірки Румунії, офіцерський хрест з мечами (16 червня 1942)
- Орден Корони Румунії, офіцерський хрест з мечами (16 травня 1943)
- Лицарський хрест Залізного хреста (9 квітня 1945) — нагороду неофіційно вручив генерал-лейтенант Віктор Ліннарц у таборі для військовополонених 11 травня 1945 року, тому це нагородження вважається неофіційним, хоча воно зафіксоване у документах 26-ї танкової дивізії.